# Lake Dora (Western Australia)
Der Lake Dora ist ein flacher, saisonaler Salzsee in Westaustralien. Er liegt zwischen der Großen Sandwüste und der Gibsonwüste im östlichen, menschenleeren Gebiet der Region Pilbara. Die nächstgelegene Aboriges-Siedlung Punmu jedoch liegt östlich nahe am See. Weiter entfernt nordwestlich liegt die Telfer Mine.
Der 120 km lange Rudall River bringt gelegentlich Wasser zum See. Der See füllt sich vor allem nach heftigen Regenfällen und gehört zum Karlamilyi-Nationalpark. Der durchschnittliche jährliche Niederschlag beträgt 546 Millimeter. Der regnerischste Monat ist der Januar mit durchschnittlich 186 mm Niederschlag und der trockenste der August mit 1 mm Niederschlag.